# Horní Rápotice
Horní Rápotice (en allemand : Ober Rapotitz) est une commune du district de Pelhřimov, dans la région de Vysočina, en République tchèque. Sa population s'élevait à 170 habitants en 2024.

## Géographie
Horní Rápotice se trouve à 4,5 km au nord-ouest de Humpolec, à 17,5 km au nord-nord-est de Pelhřimov, à 28 km au nord-ouest de Jihlava à 86 km au sud-est de Prague.
La commune est limitée par Kaliště au nord-ouest, par Proseč au nord, par Humpolec à l'est, par Jiřice au sud et au sud-ouest.

## Histoire
La première mention écrite de la localité date de 1352.

## Transports
Par la route, Horní Rápotice se trouve à 5,5 km de Humpolec, à 22 km de Pelhřimov, à 32,5 km de Jihlava à 100 km de Prague.